# André Pelletier (homme politique)
Pour les articles homonymes, voir André Pelletier et Pelletier (homonymie).

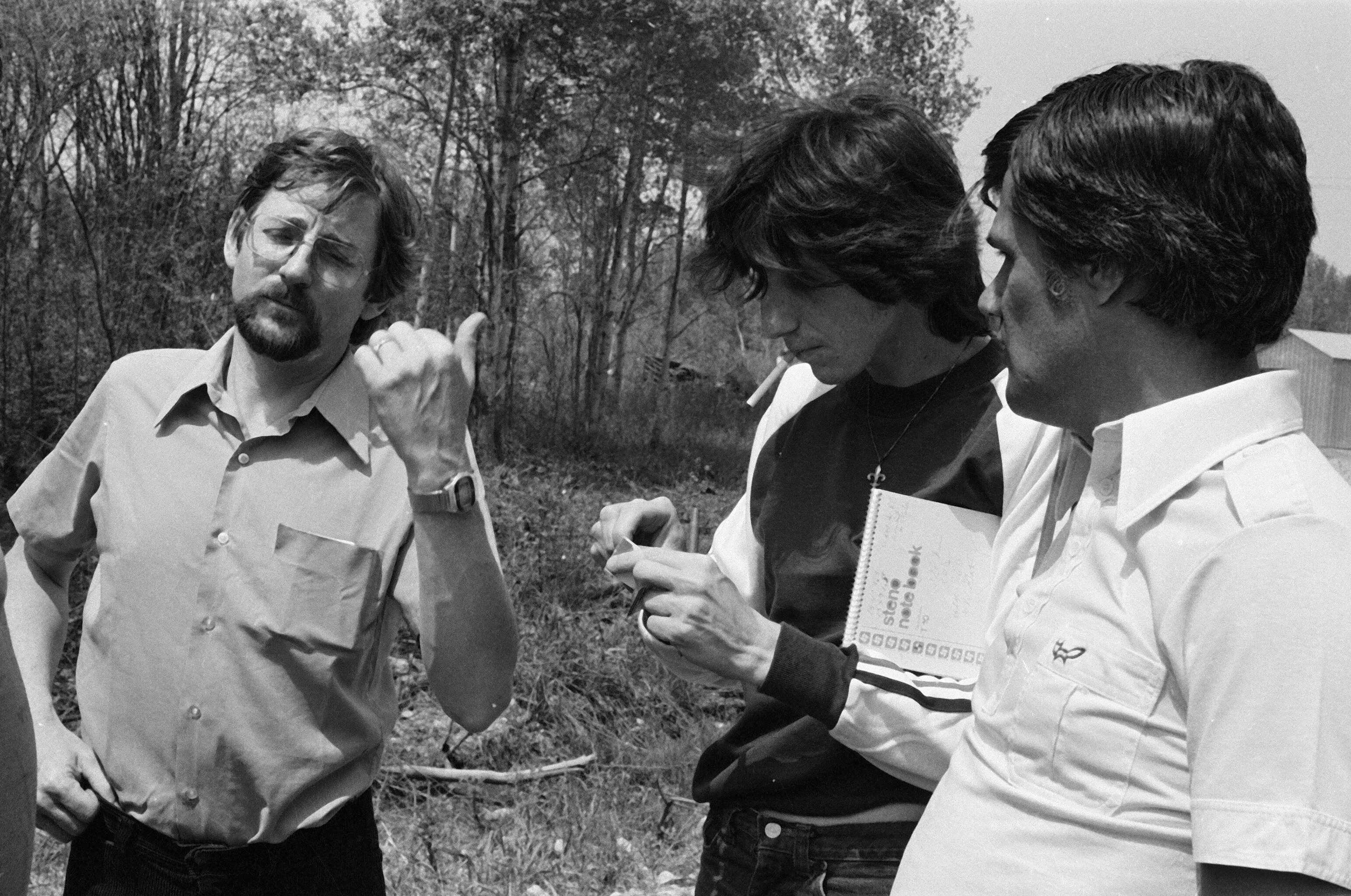
Le député Jean-Paul Bordeleau, le journaliste de l'Écho Jean Gagnon et le maire de Val-d'Or André Pelletier en mai 1980

André Pelletier, né le 23 février 1941 à Évain (Rouyn-Noranda), est un directeur de banque, homme d'affaires et homme politique québécois, maire de Val-d'Or de 1980 à 1992 et député d'Abitibi-Est de 1994 à 2004.

## Biographie

### Jeunesse et formation
André Pelletier naît le 23 février 1941 à Évain, fils d'Hector Pelletier, mineur, et de Madeleine Lachapelle. Il grandit à Évain et à Rouyn (Rouyn-Noranda).
Il effectue des études en commerce et en administration respectivement en Ontario et à l'Université du Québec à Val-d'Or. 
Il commence sa carrière dans le secteur des finances chez Continental Discount Corporation, et à la Compagnie financière canadienne. Il est ensuite directeur général à la Société d'entraide économique de Val-d'Or de 1977 à 1991, puis directeur de la Banque Laurentienne à Val-d'Or de 1991 à 1992. De 1992 à 1994, il est vice-président adjoint pour la région Abitibi–Outaouais–Hautes-Laurentides.
Il est membre de plusieurs conseils d'administration entre 1983 et 1988, dont membre du conseil d'administration de la Société québécoise d'exploration minière, de Québecair et de l'Union des municipalités du Québec. De 1984 à 1992, il est adjoint du préfet de la municipalité régionale de comté de La Vallée-de-l'Or.

### Carrière politique
André Pelletier entame sa carrière politique en étant conseiller municipal de la ville de Val-d'Or, de 1976 à 1980. Il est ensuite maire de cette ville de 1980 à 1992. 
En 1989, Jacques Parizeau le convainc de se présenter comme candidat du Parti québécois aux élections provinciales. Il se présente donc dans la circonscription d'Abitibi-Est, mais il n'est pas élu. Il se représente en 1994, où il est élu, puis réélu en 1998. Pendant ses mandats, il occupe plusieurs fonctions. Il est adjoint parlementaire au ministre des Affaires municipales de janvier 1996 à octobre 1998. Il est par la suite secrétaire régional et adjoint parlementaire au ministre responsable de la région de l'Abitibi-Témiscamingue et de la région du Nord-du-Québec du 29 janvier au 19 juin 1996 et de la région de l'Abitibi-Témiscamingue de juin 1996 à octobre 1998. De janvier 1999 à mars 2001, il est adjoint parlementaire au ministre des Transports, et de mars 2001 à mars 2003 au ministre du Revenu. Il ne s'est pas représenté en 2003.

## Vie après la politique
En 2003, André Pelletier devient producteur forestier. Il est également commentateur à la chaîne télévisée V, région de l'Abitibi-Témiscamingue, et à la chaîne radiophonique GO FM 104,7.
Il s'implique au sein de l'Amicale des anciens parlementaires du Québec en tant que membre du comité des archives et des objets de mémoire pour la région de l'Abitibi-Témiscamingue.